# Planinarska kuća Česmina
Planinarska kuća Česmina je planinarska kuća u neposrednoj blizini prijevoja Malačka, na Kozjaku, na nadmorskoj visini od 499 m. Objektom upravlja PD Split iz Splita. 
Ova zidana prizemnica, s blagovaonicom za 30 osoba i spavaonicom, se nalazi se na hrptu zapadnog dijela Kozjaka, oko 100 metara od prijevoja Malačka. U neposrednoj blizini je i Planinarski dom Malačka, kojom upravlja HPD Malačka iz Kaštel Starog.